# José Arraño Acevedo

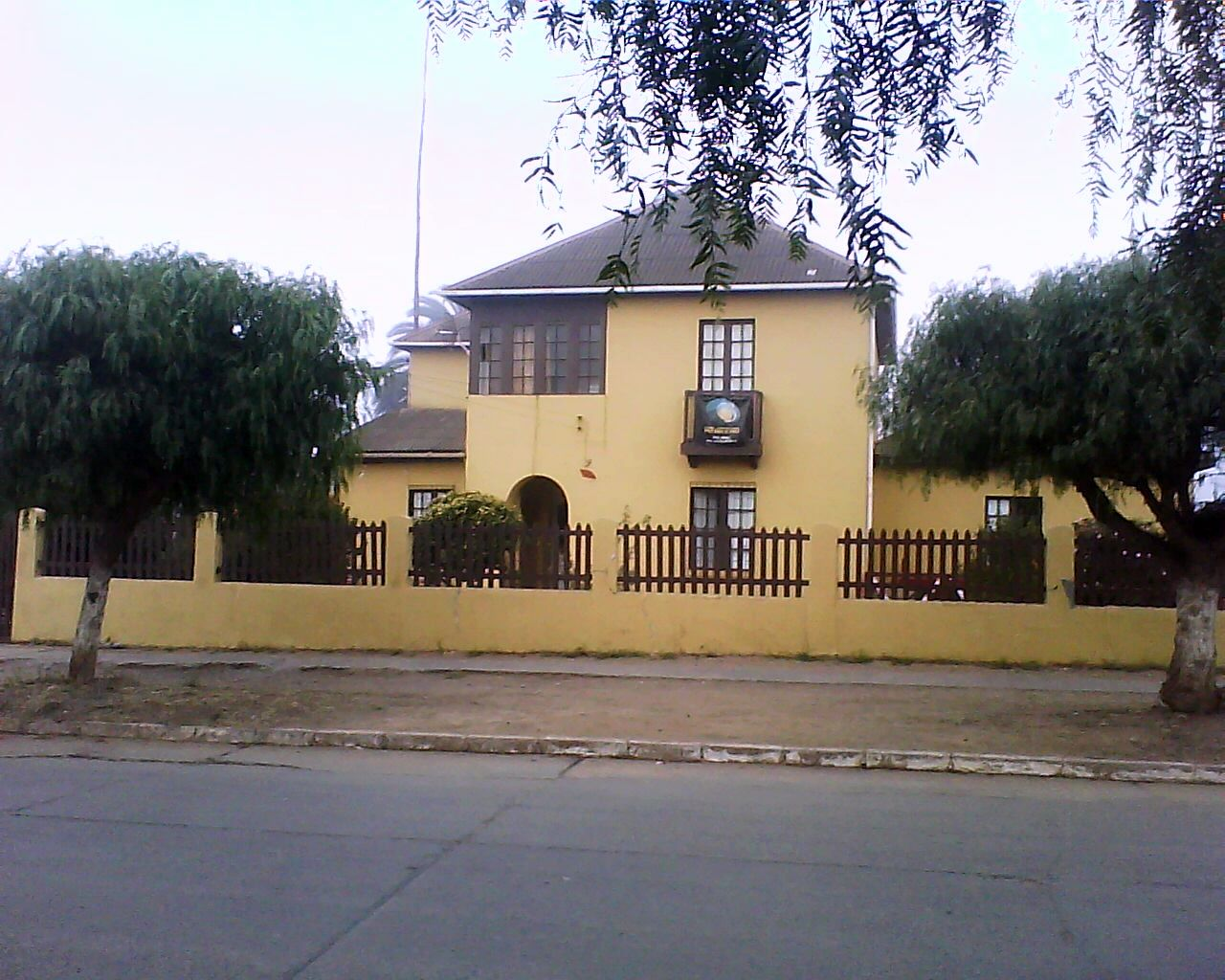
Casa de José Arraño Acevedo en Pichilemu.

José Santos Arraño Acevedo (Pichilemu, 14 de octubre de 1921 - ibídem, 23 de noviembre de 2009) fue un historiador y periodista chileno. Escribió para diversos periódicos, entre ellos El Rancagüino de Rancagua, y La Discusión de Chillán. Además, escribió dos libros sobre la historia de su pueblo natal: Pichilemu y sus alrededores turísticos y Hombres y cosas de Pichilemu.

## Primeros años de vida
Arraño Acevedo nació en Quebrada del Nuevo Reino, cerca de Pichilemu, en el departamento de San Fernando, antigua provincia de Colchagua, Chile. Fue uno de los doce hijos de María Soledad Acevedo Caro y José Luis Arraño Ortiz.
Vivió su infancia en Pichilemu. Estudió en la Escuela de los Hermanos Maristas, hoy Instituto San Fernando, en San Fernando, y en el Seminario Pontificio de Santiago.

## Vida pública
Trabajó como periodista y colaborador en periódicos como Las Últimas Noticias en Santiago, El Rancagüino de Rancagua, El Sur de Concepción, La Prensa de Curicó, La Discusión de Chillán, La Región (hoy Diario VI Región) de San Fernando, entre otros. Fue miembro de la Sociedad de Escritores de Rancagua  desde su año de fundación, 1979.
Varios de sus artículos fueron compilados en dos libros: Pichilemu y sus alrededores turísticos y Hombres y Cosas de Pichilemu. Pichilemu y sus alrededores turísticos fue publicado por Editora e Imprenta El Promaucae de Pichilemu en 1999. Aunque Hombres y Cosas de Pichilemu fue anunciado por primera vez en 1988 por El Rancagüino, fue publicado en septiembre de 2003.
Por muchos años, presentó un programa radial llamado La Hora de José Arraño Acevedo. Su frase "¡Qué lindo es Pichilemu!" se popularizó durante ese tiempo.
Colaboró con información genealógica para el libro "Biografías de chilenos" del historiador Armando de Ramón.
El 22 de noviembre de 2009 fue ingresado al hospital de Pichilemu, falleciendo al día siguiente de neumonía, a la edad de 88 años. Se realizó su funeral en la parroquia Inmaculada Concepción de Pichilemu, y fue enterrado el 24 de noviembre de 2009 en el cementerio parroquial de Pichilemu.

## Obras
- 1999, Pichilemu y sus alrededores turísticos.
- 2003, Hombres y cosas de Pichilemu.